# Bienenbüttel
Bienenbüttel è un comune di 6 792 abitanti, della Bassa Sassonia, in Germania.
Appartiene al circondario (Landkreis) di Uelzen (targa UE).